# تقسيم القرص
تقسيم القرص (بالإنجليزية: Disk partitioning)‏ يقصد بها تجزئة القرص الصلب إلى اقسام غير مادية (منطقية Logical بمعنى تستخدم معادلات منطقية لحساب قطاعات القرص sectors) وكأننا حولنا القرص الواحد إلى عدة أقراص مادية ( فيزيائية Physical ) ، والتي تمكن المستخدم كذلك من وضع أكثر من نظام ملفات على القرص الصلب
تقسيم القرص أو تقطيع القرص هو إنشاء منطقة واحدة أو أكثر على التخزين الثانوي، بحيث يمكن إدارة كل منطقة على حدة. تسمى هذه المناطق الأقسام. عادةً ما تكون الخطوة الأولى لإعداد قرص تم تثبيته حديثًا، قبل إنشاء أي نظام ملفات. يخزن القرص المعلومات حول مواقع الأقسام وأحجامها في منطقة تُعرف بجدول الأقسام الذي يقرأه نظام التشغيل قبل أي جزء آخر من القرص. يظهر كل قسم بعد ذلك لنظام التشغيل كقرص «منطقي» مميز يستخدم جزءًا من القرص الفعلي. يستخدم مسؤولو النظام برنامجًا يسمى محرر القسم لإنشاء الأقسام وتغيير حجمها وحذفها ومعالجتها. يسمح التقسيم باستخدام أنظمة ملفات مختلفة ليتم تثبيتها لأنواع مختلفة من الملفات. يمكن أن يؤدي فصل بيانات المستخدم عن بيانات النظام إلى منع قسم النظام من الامتلاء وجعل النظام غير قابل للاستخدام. يمكن أن يؤدي التقسيم أيضًا إلى تسهيل النسخ الاحتياطي. ومن العيوب أنه قد يكون من الصعب تحديد حجم الأقسام بشكل صحيح، مما يؤدي إلى وجود قسم به مساحة خالية كبيرة جدًا وقسم آخر مخصص بالكامل تقريبًا.

## فوائد تقسيم القرص

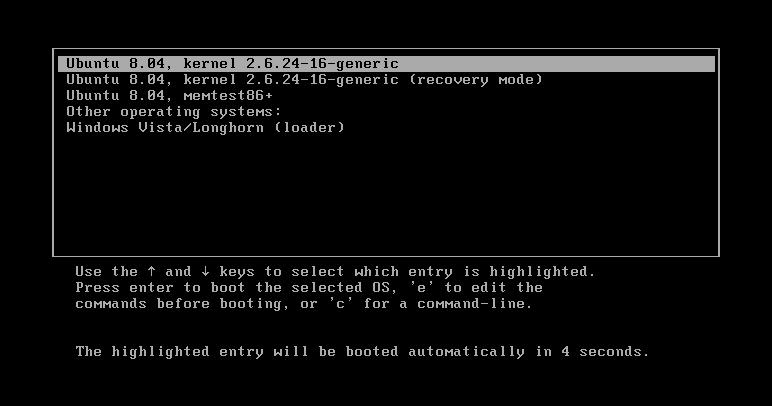
قائمة بدء التشغيل وبها العديد من انظمة التشغيل

- فصل انظمة التشغيل والبرامج الموجودة على القرص عن ملفات المستخدم
- حماية ملفات المستخدم من الضياع في حالة انهيار نظام التشغيل
- تمكين المستخدم الاقلاع المتعدد للعديد من انظمة التشغيل على جهاز واحد، فمثلا يمكن إضافة نظام الويندوز ونظام لينكس ونظام الماك وغيرها من الانظمة على كل قسم من اقسام القرص كما بالصورة

## عيوب تقسيم القرص
- تقليل المساحة الكلية التي يمكن التخزين عليها بسبب اجبار نظام التشغيل على تهيئة كل قرص بحيث يحتوي على مساحة خاصة بادارة الملفات في هذا القرص
- تقليل سرعة Fragment

## روابط خارجية
- طريقة تقسيم القرص الصلب بدون تهيئة في الويندوز